# Європейські війни
Європе́йські ві́йни — серія війн і збройних конфліктів на території Європи впродовж історії.

## За століттями

### XIV
- 1369–1382: Фернандові війни (війна за португальського короля Фернанду І за кастильський трон).

### ХХ
- 1914—1918: Перша світова війна
- 1939—1945: Друга світова війна
- 1992–1995: Боснійська війна
- 1994–1996: Перша чеченська війна
- 1999–2009: Друга чеченська війна

### ХХІ
- 2008: Російсько-грузинська війна
- з 2014: Російсько-українська війна
- з 2022  повномаштабне вторгнення росії в Україну

## За країнами
- Англо-французькі війни
- Іспансько-португальські війни
- Польсько-російські війни
- Португальсько-іспанські війни
- Російсько-польські війни
- Російсько-українські війни